# Ligowo (stacja kolejowa)
Ligowo (ros. Лигово) – węzłowa stacja kolejowa w miejscowości Petersburg, w Rosji. Węzeł linii z Dworca Bałtyckiego do Wiejmarna i Gatczyny. Prowadzi od niej także łącznica do stacji Priedportowaja.

## Historia
Stacja powstała w XIX w. na linii do Oranienbaumu pomiędzy Dworcem Bałtyckim i przystankiem Siergijewo. Również w XIX w. została węzłem z Koleją Bałtycką.

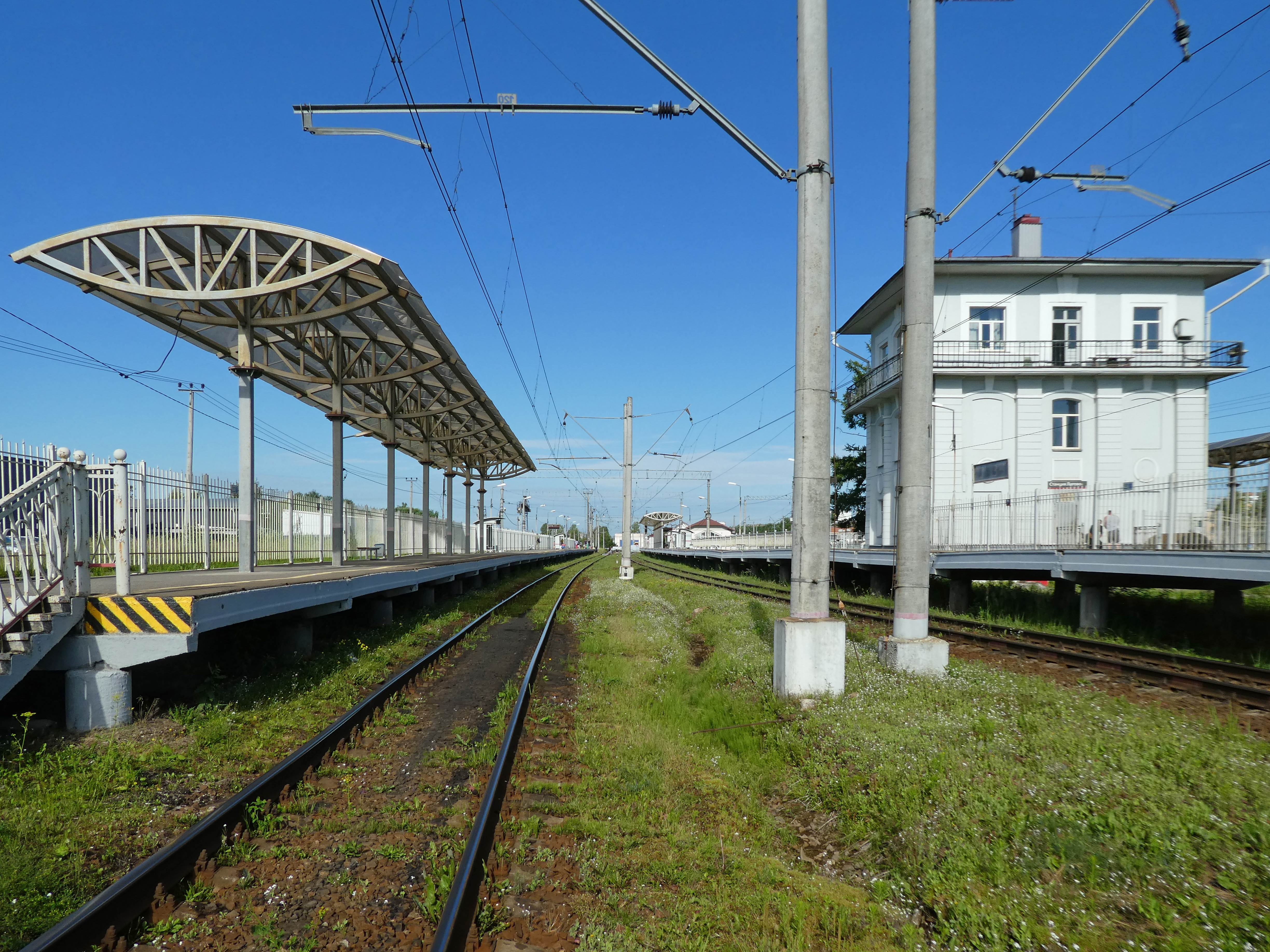
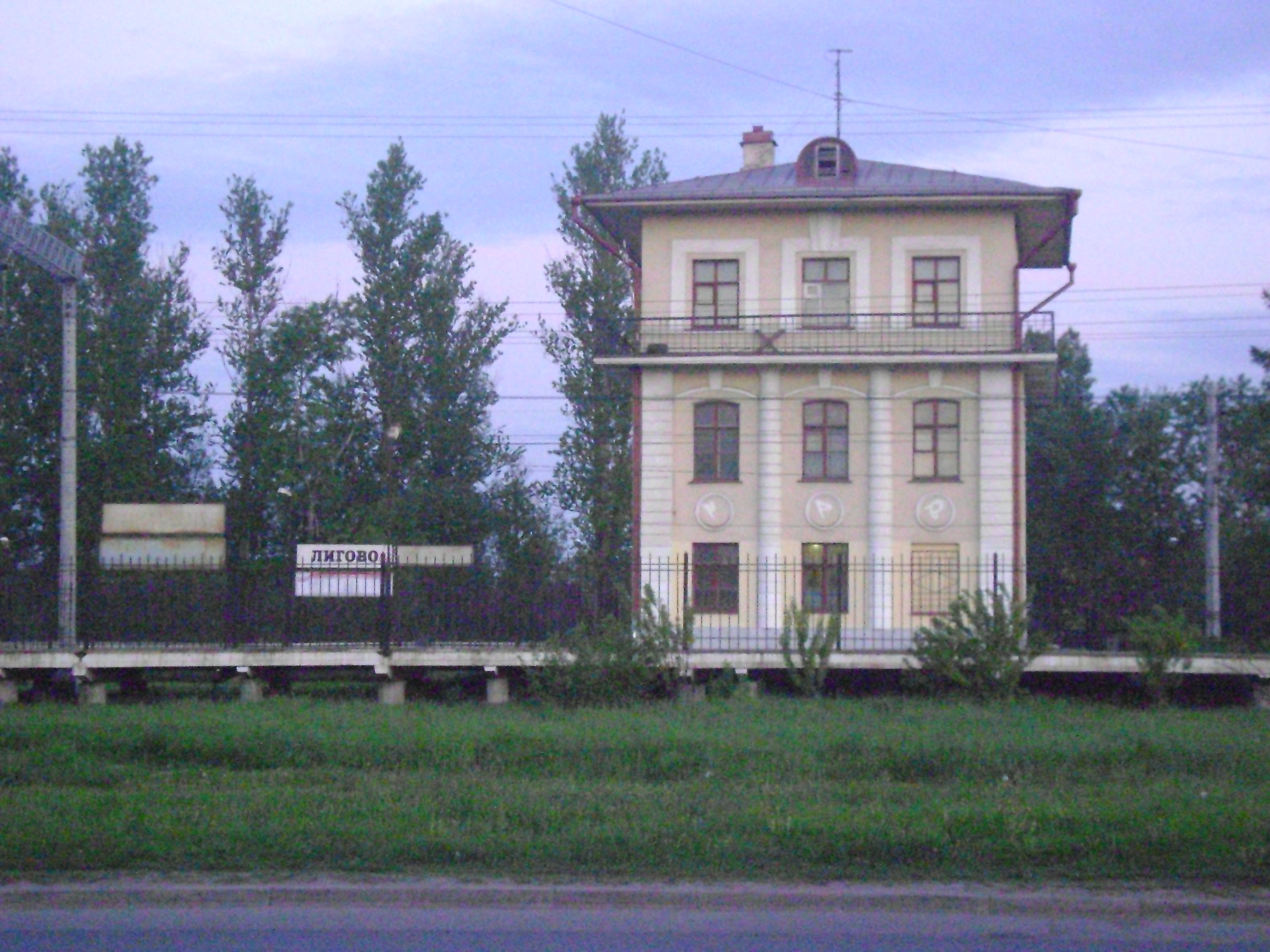
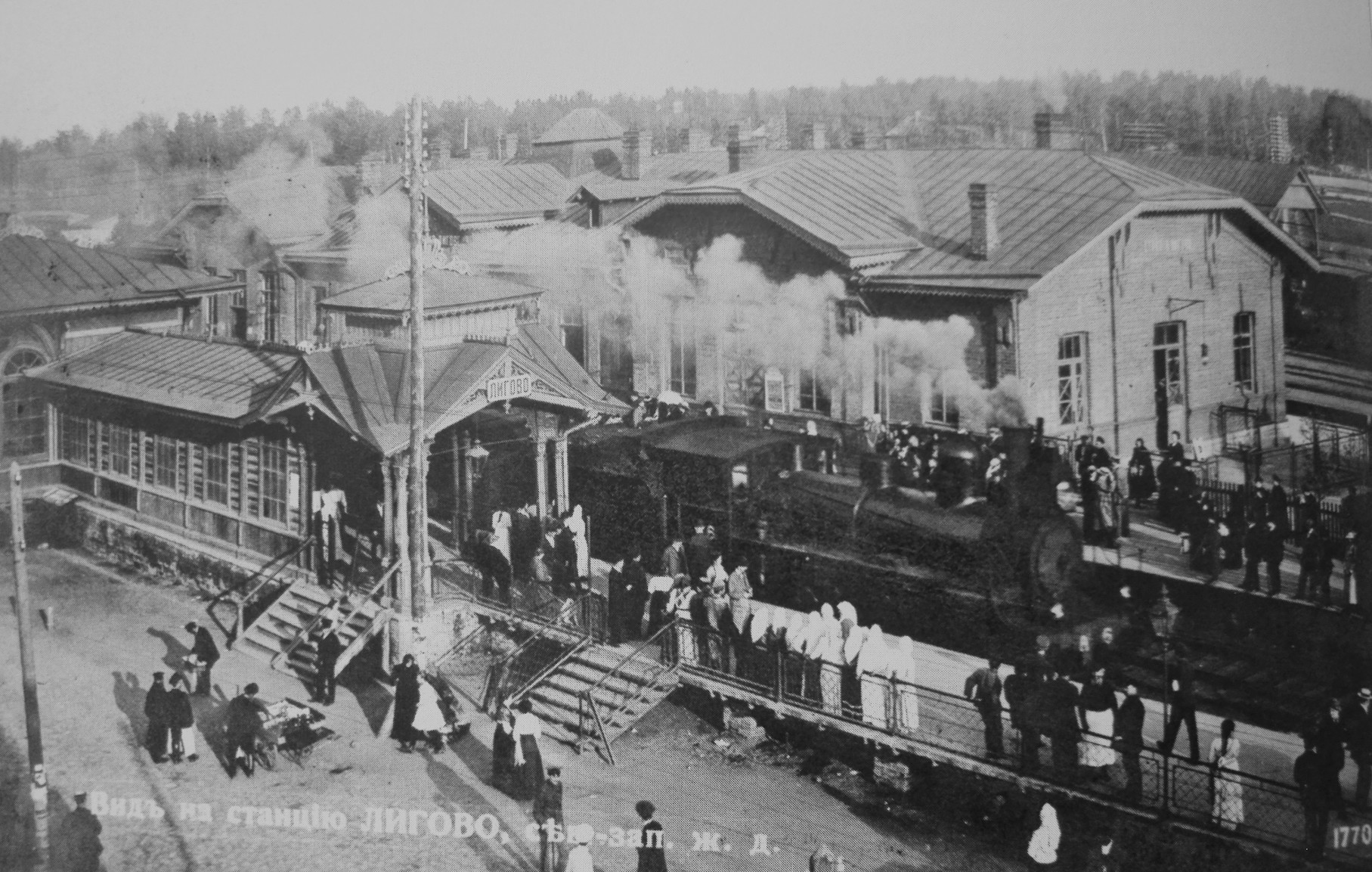
Stacja w czasach carskich
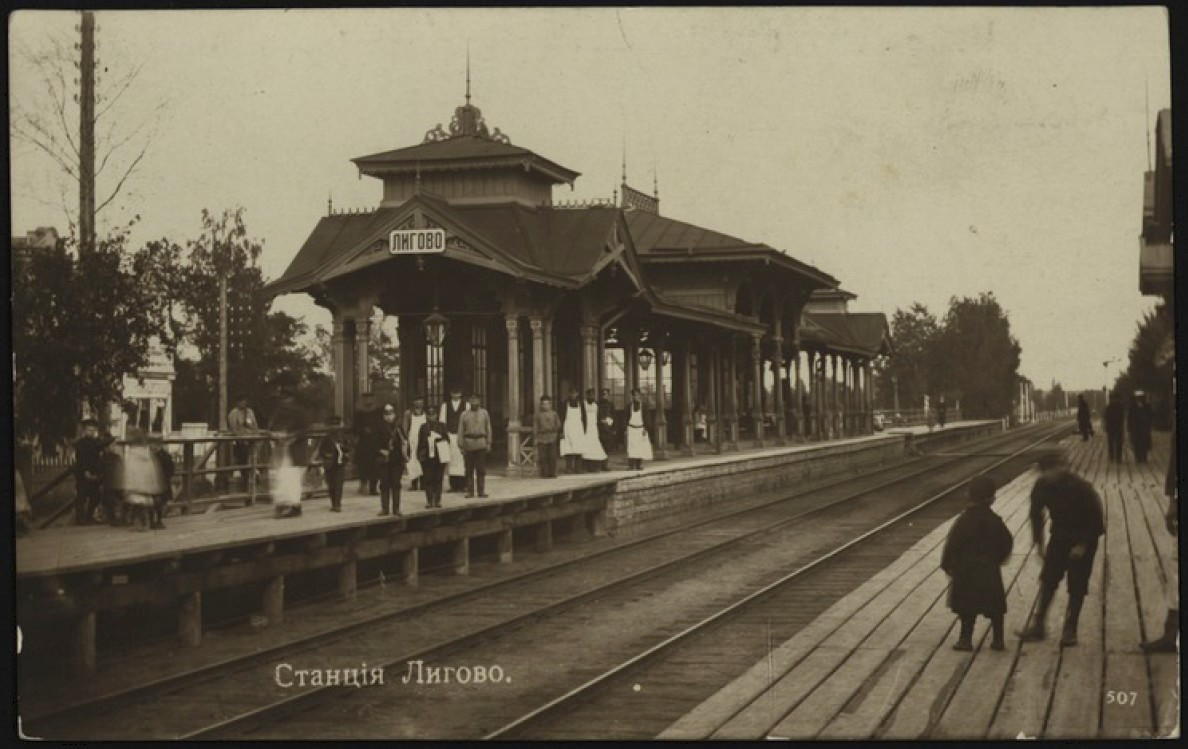
Stacja w czasach carskich
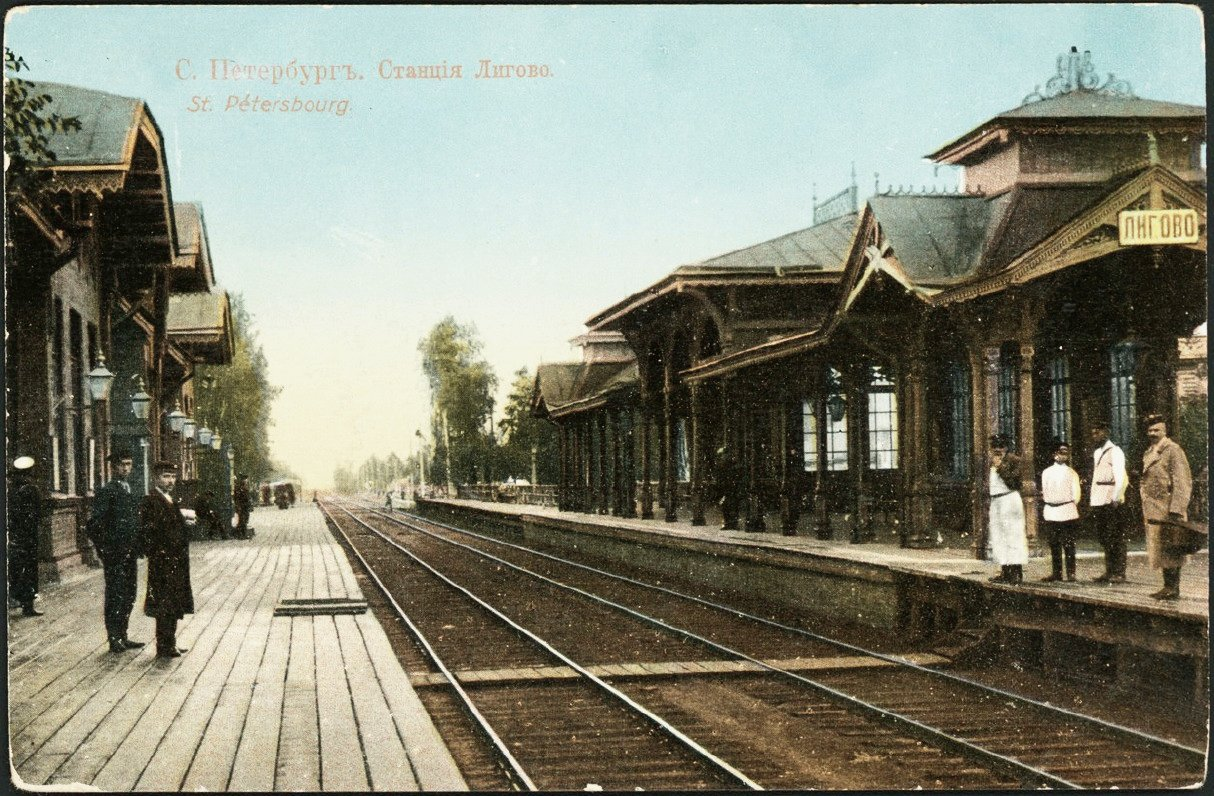
Stacja w czasach carskich
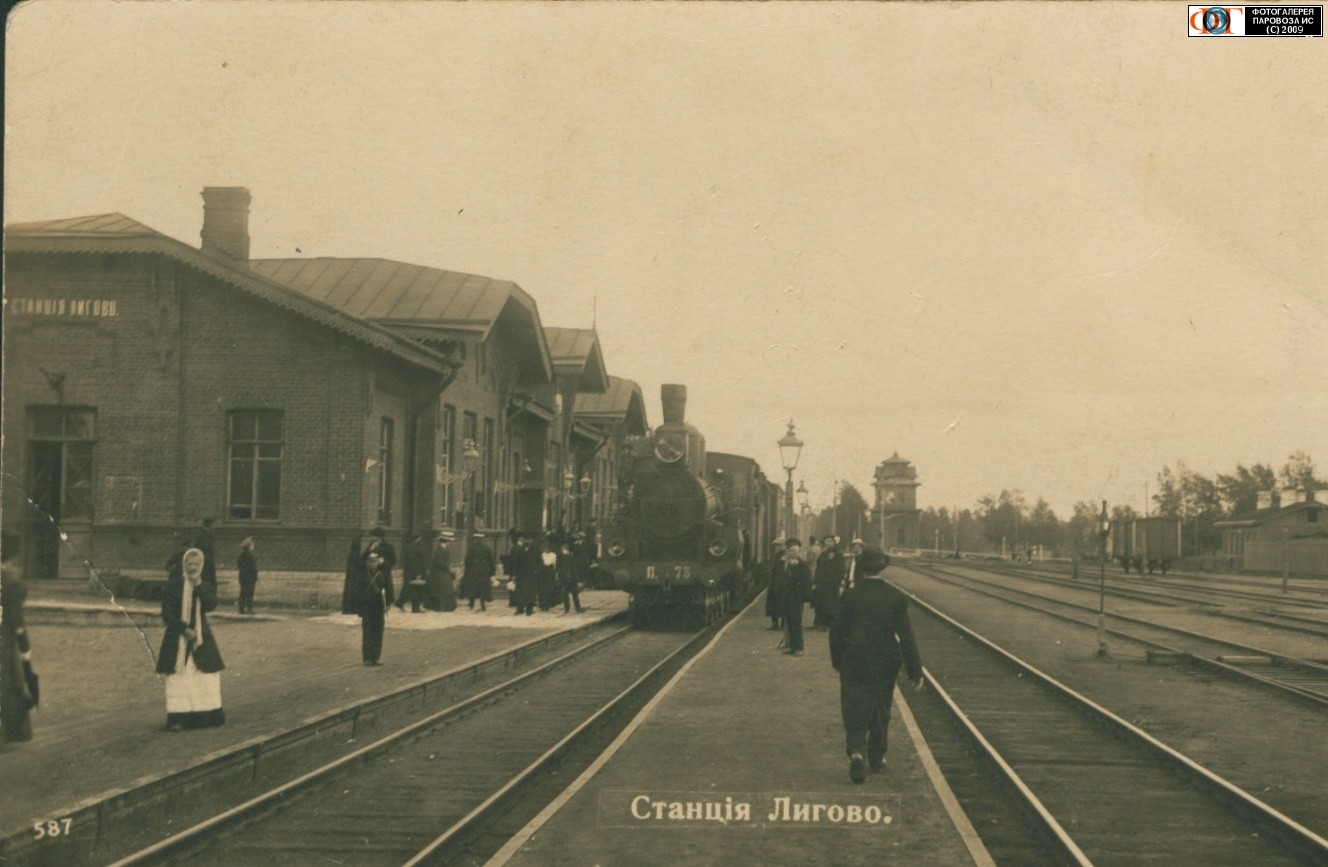
Stacja w czasach carskich